# Rüdiger Abramczik
Rüdiger Abramczik (ur. 18 lutego 1956 w Gelsenkirchen) – niemiecki piłkarz występujący na pozycji napastnika, a także trener.

## Kariera klubowa
Abramczik jest wychowankiem klubu SV Erle 08, w którym treningi rozpoczął w 1964 roku. Dwa lata później przeszedł do juniorskiej ekipy FC Schalke 04. W 1973 roku został włączony do jego pierwszej drużyny, grającej w Bundeslidze. W tych rozgrywkach zadebiutował 11 sierpnia 1973 roku w przegranym 0:3 meczu z VfB Stuttgart. Stał się wówczas najmłodszym piłkarzem, który zagrał w meczu Bundesligi. 12 stycznia 1974 roku w wygranym 5:2 pojedynku z VfL Bochum strzelił swojego pierwszego gola w Bundeslidze. W 1977 roku wywalczył z zespołem wicemistrzostwo RFN.
W 1980 roku Abramczik przeszedł do Borussii Dortmund, również z Bundesligi. Pierwszy ligowy mecz zaliczył tam 15 sierpnia 1980 roku przeciwko Bayerowi Uerdingen (2:1). W Borussii występował przez 3 lata. W tym czasie wystąpił tam w 90 ligowych meczach i zdobył w nich 30 bramek.
W 1983 roku Abramczik odszedł do zespołu 1. FC Nürnberg, również występującego w Bundeslidze. Spędził tam rok. Przez ten czas zagrał tam w 24 ligowych spotkaniach i strzelił w nich 3 gole. Latem 1984 trafił do tureckiego Galatasaray SK. W 1985 roku zdobył z nim Puchar Turcji. W tym samym roku powrócił do RFN, gdzie podpisał kontrakt z drugoligowym Rot-Weiß Oberhausen. Jego barwy reprezentował przez 2 lata. W 1987 roku ponownie został zawodnikiem Schalke 04. Potem grał w Wormatii Worms oraz FC Gütersloh, gdzie w 1991 roku zakończył karierę.

## Kariera reprezentacyjna
W reprezentacji RFN Abramczik zadebiutował 27 kwietnia 1977 roku w wygranym 5:0 towarzyskim meczu z Irlandią Północną. W 1978 roku został powołany do kadry na Mistrzostwa Świata. Zagrał na nich w meczach z Polską (0:0), Holandią (2:2) oraz z Austrią (2:3). W pojedynku z Holandią strzelił pierwszego gola w trakcie gry w kadrze. Tamten mundial reprezentacja RFN zakończyła na drugiej rundzie. W latach 1977–1979 w drużynie narodowej Abramczik rozegrał w sumie 19 spotkań i strzelił 2 gole.

## Kariera trenerska
Po zakończeniu kariery piłkarskiej Abramczik został trenerem. Jego pierwszym klubem był pierwszoligowy 1. FC Saarbrücken, gdzie pracował od 1992 roku. W 1993 roku spadł z klubem do 2. Bundesligi.
W 1999 roku objął stanowisko szkoleniowca tureckiego Antalyasporu. Tam pracował przez rok. W 2001 roku był szkoleniowcem bułgarskiego Lewskiego Sofia. Potem trenował austriacki FC Kärnten, a także amatorskie FC Karpa oraz HSG Mülheim-Kärlich. W latach 2008–2010 był trenerem łotewskiego Liepājasu Metalurgs.